# Erol Yesilkaya

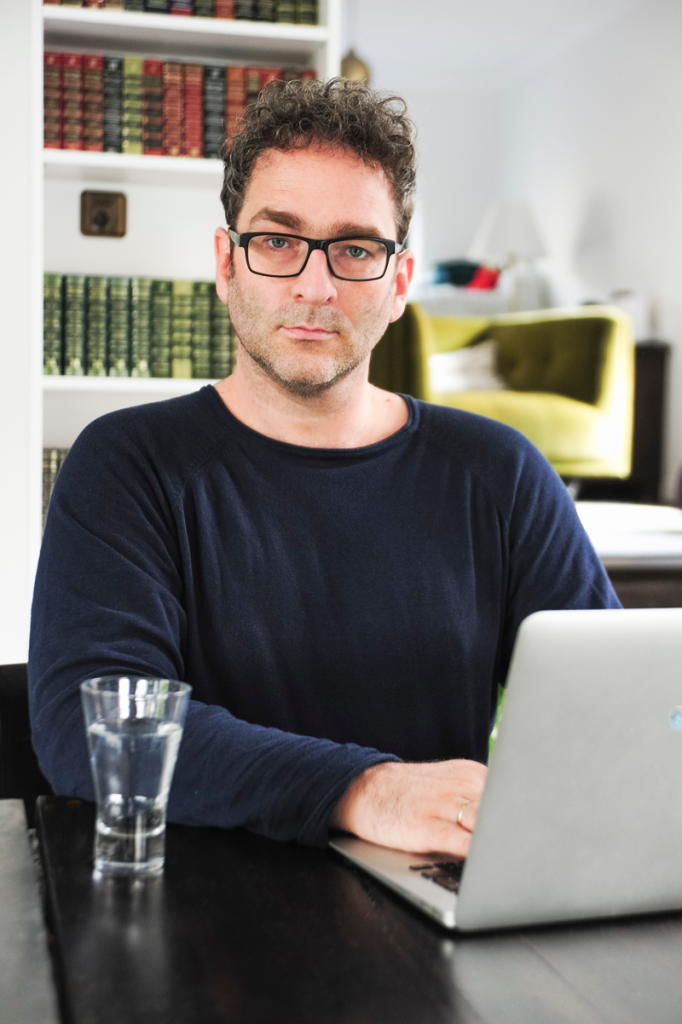
Erol Yesilkaya (2019)

Erol Yesilkaya (* 6. Juni 1976 in Istanbul) ist ein deutsch-türkischer Drehbuchautor.

## Leben
Erol Yesilkaya wurde in Istanbul geboren und wuchs in Krefeld auf. Nach dem Abitur arbeitete er als Aufnahmeleiter und studierte an der Philipps-Universität Marburg Neuere Deutsche Literatur und Medienwissenschaften. Während seines Studiums war Yesilkaya an Film- und Kulturprojekten als Veranstalter, Organisator oder Filmvorführer beteiligt und verfilmte verschiedene Kurzfilmdrehbücher, davon oftmals eigene.
Nach der erfolgreichen Beendigung seines Marburger Studiums 2004 zog Yesilkaya nach Hamburg. Seit 2008 lebt er in Berlin. Dort gehört er zum Autorenkollektiv Schreibkombinat Kurt Klinke. Er verfasste Drehbücher für die Fernsehreihe Tatort und die Fernsehserien Dogs of Berlin, Sløborn, Hausen und Notruf Hafenkante.
Die erste gemeinsame Arbeit von Yesilkaya und dem Regisseur Sebastian Marka, die sich 2012 kennenlernten, war die Folge Vergessene Wahrheit der Fernsehserie Notruf Hafenkante. In Zusammenarbeit mit Marka entstanden die Tatort-Folgen Das Haus am Ende der Straße, Die Wahrheit, Ein Tag wie jeder andere, Es lebe der Tod, Hinter dem Spiegel, Meta und Parasomnia. In einem Interview mit der Fachzeitschrift Blickpunkt:Film verglich Marka ihre Kooperation mit dem „Showrunner - Prinzip“. Bei der Entstehung eines Filmes von der Ideentwicklung bis zur Filmmontage würden Yesilkaya und Marka in ständigem Austausch stehen, um ein gutes Endergebnis zu erzielen.
2020 wurde der dystopische Fernsehfilm Exit in Das Erste ausgestrahlt. Für den Film schrieb Yesilkaya das Drehbuch und Marka führte wieder Regie.
Zudem verfilmten Marka und Yesilkaya Der Greif von Wolfgang Hohlbein als Serie für den Streamingdienst Amazon Prime Video. Hier war Yesilkaya neben Marka Showrunner und mit für die Drehbücher verantwortlich. Die Serie erschien am 25. Mai 2023 bei Amazon Prime Video.

## Rezeption
Einige der Tatortfolgen, zu denen Yesilkaya die Drehbücher schrieb, gewannen nationale und internationale Preise.
Der Spiegel-Online-Kritiker Christian Buß nannte in einer Tatort-Kritik 2015 das Duo aus Regisseur Marka und Drehbuchautor Yesilkaya „Die jungen Wilden“. Er stellte in einer weiteren Kritik von 2019 lobend fest, „Das Tolle in den Krimis von Yesilkaya und Marka ist ja, dass sie ausgerechnet in dem oft als verdruckst empfundenen Fernsehkrimi eine unaufhaltsame Mechanik des Grauens in Gang setzen“.

## Filmografie

### Drehbuch
- 2008: Gonger – Das Böse vergisst nie (Fernsehfilm)
- 2010: Gonger 2 – Das Böse kehrt zurück (Fernsehfilm)
- 2010: Fallin Inside (Kurzfilm)[12]
- 2012: Die 13. Wahrheit – Uwe Ochsenknecht erzählt (Fernsehserie)
- 2014: Tatort: Alle meine Jungs (Fernsehkrimi)
- 2015–2019: Notruf Hafenkante (Sechs Episoden), (Fernsehserie)
- 2015: Tatort: Das Haus am Ende der Straße (Fernsehkrimi)
- 2015: Tatort: Hinter dem Spiegel (Fernsehkrimi)
- 2016: Tatort: Die Wahrheit (Fernsehkrimi)
- 2016: Tatort: Es lebe der Tod (Fernsehkrimi)
- 2017: Tatort: Der Tod ist unser ganzes Leben (Fernsehkrimi)
- 2018: Dogs of Berlin (Episode Begegnung), (Dramaserie)
- 2018: Tatort: Meta (Fernsehkrimi)
- 2018: Tatort: Wer jetzt allein ist (Fernsehkrimi)
- 2019: Tatort: Ein Tag wie jeder andere (Fernsehkrimi)
- 2019: Tatort: Das Nest (Fernsehkrimi)
- 2020: Sløborn (Fernsehserie)
- 2020: Exit (Fernsehfilm)
- 2020: Hausen (Zwei Episoden), (Fernsehserie)
- 2020: Tatort: Parasomnia (Fernsehkrimi)
- 2022: Souls (Fernsehserie)
- 2022: Tatort: Das Opfer
- 2023: Der Greif (Fernsehserie)

### Sonstiges
- 2011: Tatort: Borowski und der coole Hund (Fernsehkrimi), (Drehbuchberatung)
- 2023: Der Greif (Fernsehserie), (Idee, Produzent, Showrunner)

## Auszeichnungen
- 2016: Austin Film Festival – Nominierung für den Publikumspreis in der Kategorie Stories from Abroad für den Tatort: Es lebe der Tod
- 2017: Deutscher Fernsehkrimipreis – Nominierung für den Deutschen Fernsehkrimipreis für Erol Yesilkaya (Drehbuch) und Sebastian Marka (Regie) für den Tatort: Die Wahrheit
- 2017: Deutscher Fernsehkrimipreis – Nominierung für den Deutschen Fernsehkrimipreis für Erol Yesilkaya (Drehbuch) und Sebastian Marka (Regie) für den Es lebe der Tod[13]
- 2017: Nominierung für den Grimme-Preis für Erol Yesilkaya (Drehbuch) und Sebastian Marka (Regie) in der Kategorie Fiktion für den Tatort: Die Wahrheit
- 2019: Grimme-Preis für Erol Yesilkaya (Drehbuch) und Sebastian Marka (Regie) in der Kategorie Fiktion / Spezial für den Tatort: Meta
- 2020: Deutscher Fernsehkrimipreis – Nominierung für den Deutschen Fernsehkrimipreis für Erol Yesilkaya (Drehbuch) und Alex Eslam (Regie) für den Tatort: Das Nest[14]
- 2022: Cannes International Series Festival | Canneseries – Preis Bestes Drehbuch für Erol Yesilkaya (Drehbuch), Alex Eslam (Schöpfer), Lisa van Brakel (Drehbuch) und Senad Halilbasic (Drehbuch) für Souls